# Шахтар (село)
Шахта́р — село в Україні, в Нікопольському районі Дніпропетровської області. Входить до складу Покровської сільської громади. 
До 2020 року у складі Покровської сільської ради. Населення — 14 мешканців.

## Географія
Село Шахтар знаходиться на лівому березі річки Солона, нижче за течією на відстані 2 км розташоване селище Гірницьке, на протилежному березі - село Олександрівка.